# 吉格吉德·孟赫巴特
吉格吉德·孟赫巴特（1941年6月1日—2018年4月9日）是一名蒙古国摔跤手。在1968年夏季奥林匹克运动会上，他获得了男子自由式中量级摔跤的银牌。他是大相撲橫綱力士白鵬翔（達爾扎爾嘎勒）的父亲。
芒可巴特是蒙古搏克界的泰斗，曾六次赢得那达慕锦标赛冠军（1963-1967、1974）。
2018年4月9日因肝病在烏蘭巴托家中去世，享年76歲。